# Równanie serca
Równanie serca – tom poetycki Juliana Przybosia wydany w 1938.
Tom składa się z liryków, poematów i cyklu prozy poetyckiej Pióra z ognia. Tematyka utworów jest zróżnicowana. Obejmuje katastrofizm typowy dla lat 30. XX wieku, piękno natury, problemy społeczne, wojnę domową w Hiszpanii, obrazy Paryża z Łukiem Triumfalnym, Katedrą Notre-Dame i Sekwaną. W tomie zawarty jest utwór Notre-Dame, jeden w ważniejszych wierszy Przybosia, będący poetyckim opisem architektury. Tom ukazał się w Warszawie w księgarni Ferdynanda Hoesicka.